# Mystus mysticetus
Mystus mysticetus es una especie de peces de la familia Bagridae en el orden de los Siluriformes.

## Morfología
• Los machos pueden llegar alcanzar los 13 cm de longitud total.

## Distribución geográfica
Se encuentran en Asia:  cuenca del río Mekong